# 石山本願寺
石山本願寺是戰國時代初期～安土桃山時代位在攝津國大坂的淨土真宗寺院、東西長7町、南北寬5町（1町＝約109m）的堀濠土壘式城郭。也稱「大坂本願寺」。
1483年日本佛教淨土真宗(一向宗)本願寺派第8代門主蓮如（門主：教派首領）在京都山科建立了「山科本願寺」，傳到10代門主證如遷移到當時的攝津國石山〔今大阪市中央區〕，稱「石山本願寺」，是本願寺派的本山（宗廟）所在。

## 戰國時代
到了戰國時代，石山本願寺不僅位於通往京都的要道上，戰略地位重要，還糾集了為數眾多、向心力極強的武裝一向宗門徒（以農民為主，僧侶和國人武士為輔），成為龐大宗教勢力。戰國大名們既害怕又得想盡辦法攏絡。
在這樣的背景下，第11代門主（即檀講師，可結婚生子，故顯如迎娶三條公賴的女兒如春尼為妻（法主職位可傳與子孫），並與武田信玄、朝倉義景等地方勢力結為連襟，是故本願寺在「反信長包圍網」的戰略架構中，擔任要角。戰國梟雄織田信長軍隊多次敗於本願寺門徒的強悍戰鬥意志下，折損數名猛將。不久後，織田軍漸漸扳回劣勢，西元1578年，織田水軍以鐵甲船斷截了石山本願寺和中國的毛利家之間唯一的海上糧道，久困的本願寺才不得不降伏，本願寺顯如撤離之後，其子教如曾再抵抗一段時間，但仍不支撤退。在撤退後，本願寺因持續三天的大火而燒盡。
1582年本能寺之變，織田信長死後，門主顯如與掌權的豐臣秀吉關係良好，1591年由秀吉捐地，重建成現在的京都本願寺（即西本願寺）。石山本願寺的原址則由秀吉建造大阪城。

## 有關一向宗和一向一揆
一向宗（淨土真宗的別稱）因其教義和修行方式簡單易懂〔只需口唸『南無阿彌陀佛』便可藉著佛的願力，直達西方極樂世界〕，擄獲了大批中下階層民眾的信奉。一向宗提倡「惡人正機說」，主張惡人才最需要佛的接引，讓許多低階武士、盗賊、海盜也成為忠實信徒。其領導人異於其他的佛教比丘，娶妻生子--而門主的世襲制度使得門主的神聖權威性代代提高，信徒對於門主的崇拜和尊敬，不亞於真正的阿彌陀佛。一向宗門徒在各地的起義暴亂被稱為一向一揆。
本願寺派後來經過第8代門主蓮如的整頓和發揚，成為組織嚴密的宗教團體。在門主的有心策動下，門徒們認為與「佛敵」交戰而殉教身死，更能通往西方極樂世界，於是他們無懼死亡而爭先殺敵，強悍的戰鬥力成為許多日本戰國大名的惡夢，甚至還能殺掉地方守護、成立自治小國。門主則利用眾多的子女和各地的戰國大名廣結姻親，加上手握控制門徒的權力、領地的經濟權，實力也和一般的戰國大名不相上下。

## 關連項目
- 一向一揆
- 高屋城之戰
- 天王寺之戰
- 有岡城之戰
- 紀州征伐
- 僧兵
- 根來眾
- 籠城
- 攻城戰